# Marija Petronijević
Marija Petronijević (Požega, 23. februar 1987) srpska je glumica i TV voditeljka.

## Biografija
Marija je rođena u Požegi, gde je završila osnovnu i srednju školu. Glumom se bavi od 2007. godine. Proslavila se ulogom Jasne u filmu Zavet, čiju je ulogu dobila nakon kastinga gde je učestvovalo preko 4.000 devojaka. Film Zavet, Emira Kusturice, je prikazan na festivalu filmova u Kanu, 2007. godine. Po snimanju filma Zavet, dobila je uloga u seriji Selo gori,a baba se češlja. Pored glume, oprobala se i u voditeljskom poslu kao voditeljka emisije 48 sati svadbe. Potom je bila u rijaliti programu Prvi kuvar Srbije, a potom i u Farmi.
Udata je za Milinka Isakovića iz Loznice, imaju jedno dete.

## Filmografija
| God.       | Naziv                       | Uloga           |
| ---------- | --------------------------- | --------------- |
| 2000-te    |                             |                 |
| 2007.      | Zavet                       | Jasna           |
| 2009.      | Seljaci (serija)            | Leposka         |
| 2008–2017. | Selo gori, a baba se češlja | Doktorka Ivana  |
| 2010.      | Beli anđeo                  | Anđeo           |
| 2010.-te   |                             |                 |
| 2011.      | Nova Godina u Petlovcu      | Doktorka Ivana  |
| 2012.      | Ne gazite tuđe snove        | Marijina sestra |
| 2013.      | Drug Crni u NOB-u           | Elza Rabinović  |
| 2016.      | Braća po babine linije      | Ivana           |
| 2018–2019. | Šifra Despot                | Marija          |

## Spoljašnje veze
- Marija Petronijević večno zahvalna Kusti („Večernje novosti“, 3. maj 2016)
- Bradanji, Ivana (16. 7. 2020). „Glumica napustila grad i sada se bavi poljoprivredom”. Нова С. Приступљено 20. 7. 2020.